# Greg Daniels
Gregory Martin Daniels (West Hollywood, 13 de junio de 1963), conocido como Greg Daniels, es un guionista de televisión, productor y director estadounidense. Es reconocido por su trabajo en programas televisivos como The Office, Saturday Night Live, Los Simpson, Parks and Recreation y King of the Hill.

## Biografía
Daniels asistió a la Universidad Harvard y escribió para el Harvard Lampoon junto a Conan O'Brien. Comenzó su carrera como guionista en el programa satírico de HBO Not Necessarily the News antes de comenzar a trabajar en Saturday Night Live. Pasó tres temporadas en SNL y obtuvo un premio Emmy por su trabajo. En 1993, durante la quinta temporada de la serie, Daniels fue contratado como guionista de Los Simpson, donde escribiría el guion y produciría algunos de los episodios más populares en la historia de la serie (entre otros, 22 Short Films About Springfield, Homer and Apu, Bart vende su alma, y Lisa's Wedding). En 1992, Daniels coescribió un episodio de Seinfeld titulado The Parking Space, que fue emitido durante la tercera temporada de la serie. Ganó su segundo premio Emmy con Los Simpson antes de participar en la creación de King of the Hill junto a Mike Judge. King of the Hill es la serie animada que más tiempo ha tenido en el aire después de Los Simpson. Daniels ganó otro Emmy por su trabajo en dicho programa. 
En 2005, Daniels adaptó la serie de la BBC The Office para ser producida en Estados Unidos por la NBC. La serie ganaría un premio Emmy en la edición número 58 de 2006 a la mejor comedia. Asimismo, trabajó como guionista en Parks and Recreation.
En 2020, Daniels y Steve Carell crearon una nueva comedia para Netflix titulada Space Force, protagonizada por Carell, que se estrenó en mayo del mismo año.

## Filmografía

### The Office
| Director - Basketball (19 de abril de 2005) - The Dundies (20 de septiembre de 2005) - The Client (8 de noviembre de 2005) - Valentine's Day (9 de febrero de 2006) - Drug Testing (27 de abril de 2006) - The Coup (5 de octubre de 2006) - Traveling Salesmen (11 de enero de 2007) - The Return (18 de enero de 2007) - Fun Run (27 de septiembre de 2007) - Baby Shower (16 de octubre de 2008) | Guionista - Piloto (24 de marzo de 2005) - Basketball (19 de abril de 2005) - Halloween (18 de octubre de 2005) - Booze Cruise (5 de enero de 2006) - Conflict Resolution (4 de mayo de 2006) - Gay Witch Hunt (21 de septiembre de 2006) - Beach Games (10 de mayo de 2007) - Fun Run (27 de septiembre de 2007) - Parks And Recreation (9 de abril de 2009) |

## Otros programas
- Upload prime 2022
- Space Force -Netflix - 2020
- The Office - NBC - 2005-2013

Cocreador, productor ejecutivo, guionista, director, actor. Ganó un premio Emmy en "Mejor Serie de Comedia" (2006) y "Mejor Logro Individual como Guionista de una Serie de Comedia" (2007).
- Life's Too Short - WB - 2000: Productor ejecutivo y guionista. Michael McKean y Samm Levine protagonizan, como padre e hijo.
- King of the Hill - FOX - 1997-presente: Cocreador, productor ejecutivo, guionista. Obtuvo un premio Emmy en "Mejor Serie de Comedia" (1999).
- Seinfeld - NBC - 1992: Guionista
- Los Simpson - FOX: Guionista, coproductor ejecutivo, productor, coproductor. Ganó un premio Emmy por "Mejor Serie Animada".
- Saturday Night Live - NBC - 1987-1990: Guionista. Ganó un premio Emmy por "Mejor Trabajo como Guionista en una Serie" (1989).
- Not Necessarily the News - HBO: Guionista.